# Verwaltungsgemeinschaft Biederitz-Möser

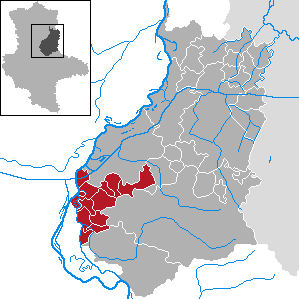
Lage der Verwaltungsgemeinschaft im Landkreis Jerichower Land

Die Verwaltungsgemeinschaft Biederitz-Möser wurde am 1. Januar 2005 auf der Grundlage der Gemeindeordnung des Bundeslandes Sachsen-Anhalt aus den elf Gemeinden aus den Gemeinden der aufgelösten Verwaltungsgemeinschaften Biederitz und Möser gebildet. Gleichzeitig wurden die vormals selbständigen Gemeinden Menz, Nedlitz und Wahlitz (VG Biederitz) in die Stadt Gommern eingegliedert.
Am 1. Januar 2010 wurde die Verwaltungsgemeinschaft aufgelöst. Die Gemeinden Biederitz, Gerwisch, Gübs, Königsborn und Woltersdorf bilden die neue Einheitsgemeinde Biederitz, Hohenwarthe, Körbelitz, Lostau, Möser, Pietzpuhl und Schermen schlossen sich zur Einheitsgemeinde Möser zusammen.
Die Verwaltungsgemeinschaft lag im südwestlichen Teil des Landkreises Jerichower Land. Die überwiegend flache Landschaft ist geprägt durch die Elbniederung und das Landschaftsschutzgebiet Umflutehle-Külzauer Forst.
In der Verwaltungsgemeinschaft Biederitz-Möser lebten 16.717 Einwohner (31. Dezember 2008) auf einer Fläche von 119,56 km². Letzter Verwaltungsleiter war Günter Schulze.

## Ehemalige Mitgliedsgemeinden mit ihren Ortsteilen
- Biederitz mit Heyrothsberge
- Gerwisch
- Gübs
- Hohenwarthe mit Kanalsiedlung
- Königsborn
- Körbelitz
- Lostau mit Alt Lostau
- Möser mit Ottohof
- Pietzpuhl
- Schermen mit Neu Külzau
- Woltersdorf mit Bruch